# 1974 en hockey sur glace
Cette page présente les éléments de hockey sur glace de l'année 1974, que ce soit du point de vue des rencontres internationales ou des championnats nationaux. Les grandes dates des différentes compétitions sont données ainsi que les décès de personnalités du hockey mondial.

## Amérique du Nord

### Ligue américaine de hockey
- 8 mai : les Bears de Hershey remportent leur cinquième coupe Calder.

## Autres Évènements

### Décès
- 8 juin : Archibald Briden.